# Lagerstroemia turbinata
Lagerstroemia turbinata là một loài thực vật có hoa trong họ Lythraceae. Loài này được Koehne mô tả khoa học đầu tiên.